# Kaiserliches Gesundheitsamt

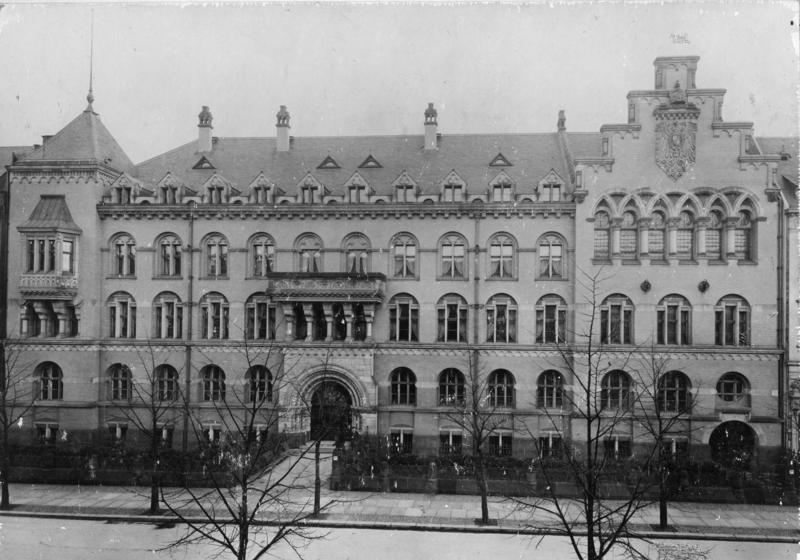
Das Hauptgebäude des Kaiserlichen Gesundheitsamts in Berlin (1907) stand im Hansaviertel in der Klopstockstraße

Das Kaiserliche Gesundheitsamt, später Reichsgesundheitsamt, war eine deutsche Reichsbehörde für den Verbraucherschutz im Gesundheits- und Veterinärwesen mit Sitz in Berlin.

## Geschichte
Das Kaiserliche Gesundheitsamt wurde am 28. April 1876 als zentrale Stelle für das Medizinal- und Veterinärwesen in Berlin gegründet. Zunächst war es im Geschäftsbereich der Reichskanzlei und seit 1879 dem Reichsamt des Innern unterstellt. 1879 wurde das „Gesetz betreffend den Verkehr mit Lebensmitteln, Genußmitteln und Gebrauchsgegenständen“ verabschiedet, für dessen Überwachung unter anderem das Kaiserliche Gesundheitsamt zuständig war. Das Kaiserliche Gesundheitsamt sah seine Aufgabe in erster Linie in der Förderung „der praktischen Verwertung wissenschaftlicher Lehren“. Als Amtssitz wurde in den Jahren 1894 bis 1897 ein Gebäude in der Klopstockstraße 18 im Hansaviertel nach Plänen des Architekten August Busse errichtet, das im Zweiten Weltkrieg zerstört wurde. Der am 30. Juni 1900 errichtete Reichsgesundheitsrat, der aus Vertretern der Bundesstaaten bestand, unterstützte das Kaiserliche Gesundheitsamt bei seinen Aufgaben.
1918 wurde das Kaiserliche Gesundheitsamt in Reichsgesundheitsamt (RGA) umbenannt. Zwischen 1933 und 1945 setzte die Behörde die Rassenpolitik der Nationalsozialisten um, indem sie mit Gutachten Zwangssterilisationen anordnete. Dem Präsidenten des RGA´s Hans Reiter war vom zuständigen Reichsinnenministerium (RmdI) im Oktober 1934 die Betreuung der wissenschaftlichen Gesellschaften und der medizinischen Kongresse übertragen worden. Innerhalb des RGA´s war der Pädiater und Sozialhygieniker Fritz Rott der hierfür zuständige Referent. Nach dem Zusammenbruch 1945 übernahm der Magistrat von Berlin Teile des Reichsgesundheitsamtes in das neu gegründete Zentralinstitut für Hygiene und Gesundheitsdienst. 1952 ging dieses im neu errichteten Bundesgesundheitsamt auf.

## Leiter des Kaiserlichen Gesundheitsamtes
- 1876–1884: Direktor Heinrich Struck
- 1884–1885: kommissarische Leitung durch Robert Koch
- 1885–1905: Direktor, ab 1900 Präsident Karl Köhler[6]
- 1905–1926: Präsident Franz Bumm (ab 1918 Reichsgesundheitsamt)
- 1926–1933: Präsident Carl Hamel
- 1933–: Präsident Hans Reiter

## Wissenschaftliche Arbeit
Der bekannteste Mitarbeiter des Kaiserlichen Gesundheitsamtes, mit dessen Gründung zum Beginn der modernen Hygiene beigetragen wurde, war der Arzt und Bakteriologe Robert Koch, der hier einige seiner bahnbrechenden Entdeckungen machte. Julius Richard Petri erfand während seiner Arbeit im Kaiserlichen Gesundheitsamt die Petrischale.

## Veröffentlichungen
- Vereinbarungen zur einheitlichen Untersuchung und Beurtheilung von Nahrungs- und Genussmitteln sowie Gebrauchsgegenständen für da Deutsche Reich. Ein Entwurf festgestellt nach den Beschlüssen der auf Anregung des Kaiserlichen Gesundheiitsmtes einberufenen Kommission deutscher Nahrungsmittel-Chemiker. Springer, Berlin / Heidelberg 1899; DNB 1021141194.